# Paziella oregonia
Paziella oregonia är en snäckart som först beskrevs av Bullis 1964.  Paziella oregonia ingår i släktet Paziella och familjen purpursnäckor. Inga underarter finns listade i Catalogue of Life.